# Juren
Juren je 5.017. najbolj pogost priimek v Sloveniji, ki ga je po podatkih Statističnega urada Republike Slovenije na dan 1. januarja 2021 uporabljalo 86 oseb. Najbolj pogost je v Osrednjeslovenski (24 oseb) in Goriški (15 oseb) statistični regiji. Na Osrednjeslovenskem je na 3.995. mestu.

## Znane osebe s tem priimkom
- Jernej Juren (*1982), stripar, besedilopisec, glasbenik instrumentalist (Počeni škafi), prevajalec (mdr. češ.)